# Rosnolist lusitánský
Rosnolist lusitánský (Drosophyllum lusitanicum) je jediný zástupce čeledi rosnolistovité (Drosophyllaceae) vyšších dvouděložných rostlin. Je to největší evropská suchozemská masožravá rostlina. Vzhledem se podobá některým exotickým rosnatkám.
Rosnolist roste ve Španělsku, Portugalsku a Maroku, na suchých pískovcových skalách. Úzké žláznaté listy, vyrůstající z přízemní růžice, mohou být až 40 cm dlouhé. Jsou pokryté stopkatými žlázkami s červenými hlavičkami, které vylučují lepkavý sekret. Ten sladce voní a láká hmyz, který se po dosednutí přilepí. Rostlina pak začne vylučovat trávicí enzymy.
Kvete v únoru a březnu. Květy jsou žluté, mají až 4 cm v průměru a vykvétají ve skupinách.